# Apatophyllum teretifolium
Apatophyllum teretifolium är en benvedsväxtart som beskrevs av Anthony R. Bean och L. W. Yessup. Apatophyllum teretifolium ingår i släktet Apatophyllum och familjen Celastraceae. Inga underarter finns listade.